# 田園調布中央病院
田園調布中央病院（でんえんちょうふちゅうおうびょういん）は、医療法人七仁会が東京都大田区田園調布に設置する病院。

## 診療科
（この節の出典）
- 総合診療科
- 外科：一般、消化器、肛門、内視鏡外科
- 内科：一般、リウマチ、膠原病、糖尿病、呼吸器、循環器
- 整形外科：一般、骨折、各関節症、ひざ、骨粗鬆症、骨粗鬆症注射予約外来
- 眼科：一般、白内障、網膜剥離、緑内障
- 皮膚科
- 形成外科
- 脳神経外科
- 乳腺外来

## 医療機関の指定・認定
（下表の出典）
| 保険医療機関                                   | 生活保護法指定医療機関 |
| 労災保険指定医療機関                           | 在宅療養支援病院       |
| 身体障害者福祉法指定医の配置されている医療機関 | DPC対象病院            |

- 救急告示病院（二次救急）[3]
- 東京都肝臓専門医医療機関[4]
- このほか、各種法令による指定・認定病院であるとともに、各学会の認定施設でもある。

## 交通アクセス
- 東急東横線、東急目黒線「田園調布駅」より徒歩0分[5]